# Sundtjärnarna (Graninge socken, Ångermanland, 698020-156378)
Sundtjärnarna är en sjö i Sollefteå kommun i Ångermanland och ingår i Indalsälvens huvudavrinningsområde.